# MarJon Beauchamp
MarJon Beauchamp (Yakima, Washington; 12 de octubre de 2000) es un jugador de baloncesto estadounidense que pertenece a la plantilla de los New York Knicks, con un contrato dual que le permite jugar además en su filial de la G League, los Westchester Knicks. Mide 2,01 metros y juega en la posición de alero. 

## Trayectoria deportiva

### Instituto
Al ingresar a la escuela secundaria, Beauchamp se mudó de su ciudad natal de Yakima, Washington, a Seattle para jugar baloncesto en la escuela secundaria Nathan Hale con el entrenador en jefe Brandon Roy y afrontar una competencia más fuerte. Como estudiante de primer año, pasó gran parte de la temporada en el banquillo de un equipo que contó con los mejores reclutas Michael Porter Jr. y Jontay Porter.
En su segundo año, Beauchamp fue transferido a la escuela secundaria Garfield en Seattle. Se mudó a la escuela con el exentrenador de Nathan Hale, Brandon Roy, y su compañero de equipo P. J. Fuller. Ganó su segundo campeonato estatal Clase 4A consecutivo y ayudó a Garfield a alcanzar los cuartos de final en los campeonatos nacionales de High School.
Para su temporada júnior, Beauchamp fue transferido nuevamente, esta vez a Rainier Beach High School en Seattle, citando la falta de motivación en la clase y la enfermedad por moho en su casa durante su tiempo en Garfield. Promedió 26 puntos, 11 rebotes y cinco asistencias por partido y fue incluido en el segundo equipo de USA Today All-USA Washington. Tras ser nuevamente transferido en su temporada sénior a un cuartoinstituto en cuatro años, regresó posteriormente a Yakima para graduarse en el Eisenhower High School.

### Universidad
Jugó una temporada con los Yaks del Yakima Valley Junior College, en la que promedió 30,7 puntos, 10,5 rebotes, 4,8 Asistencias y 1,3 robos de balón por partido, liderando la  Northwest Athletic Conference en anotación. Llamó la atención de Washington, Washington State, Oregon, Texas Tech, Arkansas y LSU, pero optó por renunciar a asistir a una universidad de la División I debido a preocupaciones sobre su condición de amateur.

#### Estadísticas
| Año     | Equipo        | PJ | PT | MPP  | %TC  | %3P  | %TL  | RPP  | APP | ROB | TPP | PPP  |
| ------- | ------------- | -- | -- | ---- | ---- | ---- | ---- | ---- | --- | --- | --- | ---- |
| 2020-21 | Yakima Valley | 12 | 10 | 36.4 | .525 | .398 | .768 | 10.5 | 4.8 | 1.3 | 1.1 | 30.7 |
| Total'  | Total'        | 12 | 10 | 36.4 | .525 | .398 | .768 | 10.5 | 4.8 | 1.3 | 1.1 | 30.7 |

### Profesional
El 23 de septiembre de 2021 firmó con el NBA G League Ignite de la NBA G League. Jugó una temporada en la que promedió 15,1 puntos, 7,3 rebotes y 2,3 asistencias por partido.
Fue elegido en la vigesimocuarta posición del Draft de la NBA de 2022 por los Milwaukee Bucks. El 7 de julio firmó un contrato de novato con los Bucks. El 9 de noviembre estableció un récord personal con 19 puntos anotados, junto con 8 rebotes capturados, durante una victoria por 136-132 sobre los Oklahoma City Thunder. El 14 de noviembre estableció un nuevo récord personal con 20 puntos durante una derrota por 121-106 ante los Atlanta Hawks. El 24 de enero de 2024, jugando para el equipo afiliado de la G-League de los Bucks, Wisconsin Herd, anotó 36 puntos con 13 de 26 tiros de campo en una victoria de 107-120 contra Birmingham Squadron, junto con 5 rebotes y 3 asistencias.
El 6 de febrero de 2025 es traspasado a Los Angeles Clippers a cambio de Kevin Porter Jr.. El 1 de marzo fue despedido tras jugar solo tres partidos, para hacer hueco en su plantilla para la incorporación de Jordan Miller. Dos días después, el 3 de marzo, firmó un contrato dual con los New York Knicks, que le permite jugar además en su filial de la G League, los Westchester Knicks.

## Estadísticas de su carrera en la NBA

### Temporada regular
| Año     | Equipo        | PJ  | PT | MPP  | %TC  | %3P  | %TL   | RPP | APP | ROB | TPP | PPP |
| ------- | ------------- | --- | -- | ---- | ---- | ---- | ----- | --- | --- | --- | --- | --- |
| 2022-23 | Milwaukee     | 52  | 11 | 13.5 | .395 | .331 | .730  | 2.2 | .7  | .4  | .1  | 5.1 |
| 2023-24 | Milwaukee     | 48  | 1  | 12.7 | .488 | .400 | .679  | 2.1 | .6  | .3  | .1  | 4.4 |
| 2024-25 | Milwaukee     | 26  | 0  | 4.7  | .383 | .333 | .750  | 1.2 | 0.3 | .1  | .0  | 2.0 |
| 2024-25 | L.A. Clippers | 3   | 0  | 5.7  | .571 | .667 | .500  | 1.0 | 0.7 | .0  | .0  | 4.0 |
| 2024-25 | New York      | 6   | 0  | 2.8  | .455 | .200 | 1.000 | 1.5 | 0.2 | .2  | .0  | 2.5 |
| Total   | Total         | 135 | 12 | 10.9 | .430 | .354 | .718  | 1.9 | 0.6 | .3  | .1  | 4.1 |

### Playoffs
| Año   | Equipo    | PJ | PT | MPP | %TC  | %3P   | %TL  | RPP | APP | ROB | TPP | PPP |
| ----- | --------- | -- | -- | --- | ---- | ----- | ---- | --- | --- | --- | --- | --- |
| 2023  | Milwaukee | 2  | 0  | 2.6 | .667 | 1.000 | —    | .5  | .0  | .0  | .0  | 2.5 |
| 2024  | Milwaukee | 4  | 0  | 2.4 | .250 | .000  | .500 | .3  | .5  | .0  | .0  | .8  |
| Total | Total     | 6  | 0  | 2.5 | .429 | .333  | .500 | .3  | .3  | .0  | .0  | 1.3 |